# Neoguillauminia cleopatra
Neoguillauminia cleopatra är en törelväxtart som först beskrevs av Henri Ernest Baillon, och fick sitt nu gällande namn av Léon Camille Marius Croizat. Neoguillauminia cleopatra ingår i släktet Neoguillauminia och familjen törelväxter. Inga underarter finns listade i Catalogue of Life.

## Bildgalleri

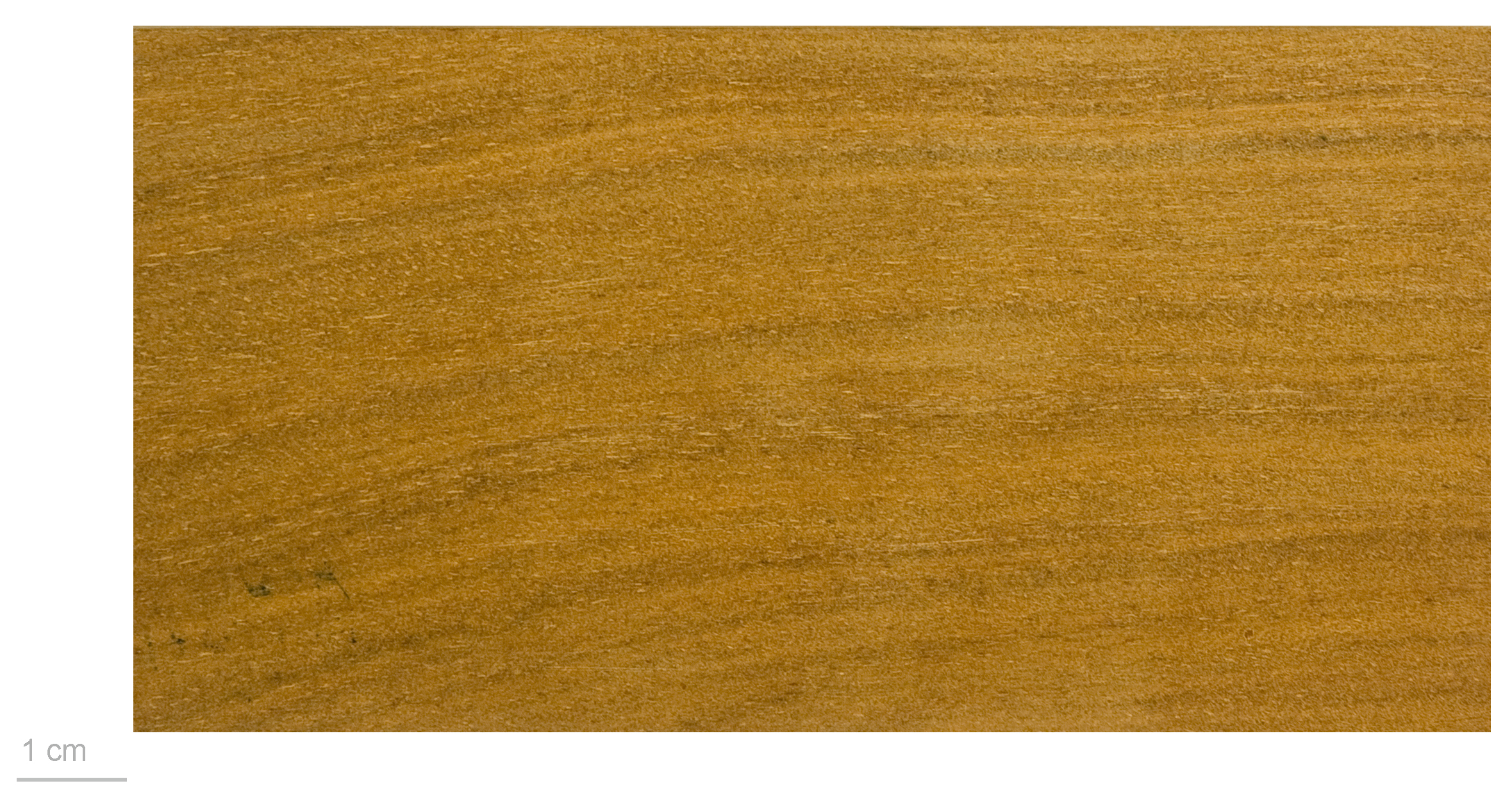